# Макеева, Мария Игоревна
Мари́я Игоревна Макеева (род. 25 августа 1974, Москва) — российский журналист, радио- и телеведущая.

## Биография
Мария Макеева родилась 25 августа 1974 года в Москве. С 1-го по 9-й класс училась в школе № 630, затем перешла в школу № 538 на Полянке, в гуманитарный класс при Российском государственном гуманитарном университете.
В 1996 году окончила РГГУ по специальности «музеолог» (искусствоведение), свою дипломную работу защищала по музею-заповеднику «Коломенское», где три месяца работала экскурсоводом. С 16 лет работает в СМИ, начиная со стажировки в 1991 году в отделе «Алый парус» для детей и юношества в газете «Комсомольская правда».
Владеет английским, испанским и немецким языками, изучала латышский.

## Профессиональная деятельность

### «Русская медиагруппа»
В октябре 1995 года начала свою карьеру как ведущая новостей в эфире «Русского радио» — одной из первых и в то время самых успешных коммерческих радиостанций в России, давшей начало медиахолдингу «Русская медиагруппа».
Вела программы «Людям о Людях», «Русские каникулы» и «Читалка» под слоганом «Я книжек не читаю, я Машу слушаю».
В 2007 закончила сотрудничество с «Русской медиагруппой», занимая на тот момент должности ведущей главного ежедневного утреннего информационного шоу и заместителя генерального директора «Русской службы новостей».

### «Серебряный дождь»
С 2007 по 2010 год работала на радиостанции «Серебряный дождь». Вела главную ежевечернюю информационно-аналитическую программу «Событие дня» и еженедельную программу «Деловая среда», совместный проект с издательским домом «КоммерсантЪ».
Также занимала должность директора информационной службы радиостанции «Серебряный дождь».

### Телеканал «Дождь»
В 2010 году перешла на независимый информационный телеканал «Дождь», в должности заместителя главного редактора. С самого начала работы на «Дожде» вела главную ежедневную новостную программу и спецвыпуски с гостями в студии, освещавшие резонансные общественные события в России: выборы, московские протесты, судебные процессы над Pussy Riot и Алексеем Навальным. Одним из гостей был Дмитрий Медведев — на тот момент президент РФ.
Была специальным корреспондентом «Дождя» на американских президентских выборах 2012 года. Два сезона выпускала авторские программы «МАКЕЕВА», посвященные российской политической и общественной жизни. Спродюсировала и провела реалити-проект «Президент-2042», где молодые люди, родившиеся после 1991 года, состязались за звание президента будущего и участвовали во всех мероприятиях, в которых участвуют кандидаты в президенты в демократических странах (митинги, дебаты, встречи с интеллигенцией etc.).
В 2015 году назначена на должность директора информационной службы телеканала «Дождь» и фактически выполняла функции главного редактора канала после ухода Михаила Зыгаря.

### Телеканал OstWest
В 2017 году, переехав в Берлин, начала работать главным редактором на немецком русскоязычном телеканале: переименовала его в OstWest, провела ребрендинг, запустила десятки новых проектов, в том числе авторскую еженедельную информационно-аналитическую программу «Восток-Запад. Неделя». Спродюсировала фильмы и сериалы: «Я Псих», «Семья из Мирного», «Спасись и сохранись». В 2023 году в эфире и социальных сетях телеканала OstWest выпустила авторский цикл интервью «Что не так с 90-ми?» — российские политики, экономисты, историки, продюсеры и бизнесмены отвечали на вопросы о том, что было правильно и неправильно сделано в России в 1990-х годах.
В 2022 году вместе с украинско-русско-немецкой редакцией OstWest стала лауреатом немецкой национальной премии Deutsche Nationalstiftung за вклад в немецкую демократию и противодействие пропаганде. Deutsche Nationalstiftung присуждают людям и организациям, выступающим за демократию, участие в общественной жизни и сплочение в Германии и Европе. 
Также в 2022 году телеканал OstWest был награждён премией имени Ганса-Иоахима Фридриха (Hanns-Joachim Friedrichs preis) — главной в Германии премии в области телевизионной журналистики.

## Семья
- С 1999 по 2018 год была замужем за Леонидом Рагозиным, журналистом-международником, автором Lonely Planet, Bloomberg, Al Jazeera.
- С 2021 года замужем за бизнесменом Алексеем Козловым.